# Александру Гиждеу
Алекса́ндру Гижде́у (Гашде́у, рум. Alexandru Hâjdău (Hasdeu), 30 листопада 1811, село Мізюринці Кременецького повіту Волинської губернії, Російська імперія, тепер Шумського району Тернопільської області, Україна — 9 листопада 1872, м.Хотин, похований в с.Керстенці, тепер Хотинського району Чернівецької області) — молдовський письменник і вчений-історик, почесний член Румунської Академії наук (з 1870 року).

## Життєпис
У 1822 році Гиждеу разом з братом Болеславом вступають до Благородного пансіону при Кишинівській духовній семінарії. Цьому навчальному закладу належить велика роль у формуванні соціально-політичних і філософських поглядів письменника. Більшість викладачів були українцями. Можливо, саме під їх впливом Гиждеу зацікавився вченням та творчістю Г. Сковороди. У пансіоні працювали також діячі культури і науки тодішньої Бессарабії: Я. Гінкулов, Ю. Венелін та інші. Вони пробудили у юнака інтерес до історії Молдови.
Після закінчення пансіону продовжив освіту в Харківському університеті. Під час навчання він вперше друкує свої твори. Посилає свої статті до московського часопису «Вістник Європи». Це були матеріали різного характеру: філософські, історичні та етнографічні. Після закриття «Вістника» друкувався у часописі «Телескоп».
Велике значення мала участь Гиждеу в роботі харківського філологічного гуртка Срезневського. Він збирає український та молдовський фольклор. Присвячує ряд досліджень життю і творчості українського філософа Г. Сковороди.
Після закінчення університету у 1832 р. повернувся на Батьківщину, в Бессарабію. Почався новий етап у його житті. Він пише вірші і прозу, відвідує лекції в Мюнхенському і Гейдельберзькому університетах. Дуже скоро Гиждеу став відомий своєю освіченістю та любов'ю до науки. Вирішувалось питання про призначення його почесним доглядачем Хотинського повітового училища. У зв'язку з цим до Міністерства народної освіти Росії надходять дуже схвальні відгуки про Гиждеу. Під час роботи почесним доглядачем (1836—1840 рр.) головну увагу приділяв вдосконаленню навчального процесу, комплектуванню шкільної бібліотеки, реконструкції будинків для повітового та приходського хотинських училищ.
Яскраве враження справляли на сучасників письменника актові промови, які він виголошував перед випускниками училища в кінці навчального року, особливо промова «Спогад про колишню славу Молдавії».
Гиждеу зв'язували тісні наукові контакти з Одеським товариством сільського господарства, Археографічною комісією, створеною в 1834 р. при Міністерстві народної освіти.
Цінною підмогою у його науковій діяльності була зібрана ним величезна сімейна бібліотека. Він збирав її протягом всього життя, виписував з-за кордону багато книг на європейських мовах, які використовував у своїй педагогічній та науковій діяльності.
Протягом кількох років Гиждеу працював викладачем гімназій. Спочатку у Вінницькій гімназії викладав математику, французьку мову, історію та статистику.
У вересні 1842 р. Гиждеу з сім'єю переїжджає до Кам'янця-Подільського у зв'язку з призначенням його старшим вчителем російської словесності та логіки в місцеву чоловічу гімназію. Але в Кам'янці працював лише один рік. Його прогресивні погляди і методика викладання розходились з офіційно прийнятими. Тому довелось звільнитися за власним бажанням.
Після звільнення з Кам'янецької гімназії Гиждеу займається адвокатською практикою. Вів судові справи в Тульчині та Балті. За сміливі виступи на захист своїх клієнтів Гиждеу неодноразово зазнавав переслідувань з боку царської адміністрації. Так в 1850 р. він був перевезений в супроводі двох жандармів на Батьківщину, у Бессарабію.
Після приїзду до Кишинева Хиждеу не припиняє адвокатської діяльності, що викликало незадоволення місцевої адміністрації. Генерал-ад'ютант Коцебу навіть пропонував вислати його за межі Бессарабії. У Кишинев Гиждеу прожив 10 років (1651—1861 рр.), займаючись адвокатською практикою.
У 1860 році помирає мати Гиждеу і він переїжджає до свого маєтку в Керстенці, де прожив останні 12 років свого життя. Займаючись господарством, продовжує наукову роботу.
З 1866 року по 1872 рік у часописах і окремими виданнями з'являються біографічні та бібліографічні замітки та довідки про Гиждеу, виходить з друку його новела «Княжіння Арнаута».
У 1872 році Гиждеу помирає.